# HD205333
HD205333 — хімічно пекулярна зоря спектрального класу
B9 й має видиму зоряну величину в смузі V приблизно  8,0.

## Пекулярний хімічний склад
Зоряна атмосфера HD205333 має підвищений вміст 
Si
.